# Lex loci actus
El término latino lex loci actus quiere decir: ley del lugar donde ocurrió el acto que da nacimiento a un derecho. Este término suele confundirse con lex loci delicti commissi que es el lugar donde se cometió el perjuicio (tort). Aunque por lo general ambos indican al mismo lugar, en los casos de responsabilidad por productos, por ejemplo, la lex loci actus será el lugar donde este se manufacturó, mientras que la lex loci delicti commissi será el lugar donde se cometió el perjuicio
- Datos: Q9022022